# Municipio de Ideal (Minnesota)
El municipio de Ideal (en inglés: Ideal Township) es un municipio ubicado en el condado de Crow Wing en el estado estadounidense de Minnesota. En el año 2010 tenía una población de 1069 habitantes y una densidad poblacional de 11,77 personas por km².

## Geografía
El municipio de Ideal se encuentra ubicado en las coordenadas 46°40′45″N 94°11′39″O / 46.67917, -94.19417. Según la Oficina del Censo de los Estados Unidos, el municipio tiene una superficie total de 90.8 km², de la cual 51,26 km² corresponden a tierra firme y (43,55 %) 39,55 km² es agua.

## Demografía
Según el censo de 2010, había 1069 personas residiendo en el municipio de Ideal. La densidad de población era de 11,77 hab./km². De los 1069 habitantes, el municipio de Ideal estaba compuesto por el 98,69 % blancos, el 0,09 % eran amerindios, el 0,28 % eran asiáticos y el 0,94 % eran de una mezcla de razas. Del total de la población el 0,19 % eran hispanos o latinos de cualquier raza.